# Philipp Jaufmann
Philipp Jaufmann (* 1877 im Russischen Kaiserreich; † nach 1937 in der Sowjetunion) war ein deutsch-russischer römisch-katholischer Geistlicher und Märtyrer. 

## Leben
Philipp Jaufmann stammte aus einer russlanddeutschen Familie im Bistum Tiraspol. Er studierte Theologie am Priesterseminar Saratow und wurde am 26. Dezember 1901 zum Priester geweiht. Die Stationen seines seelsorglichen Wirkens waren Heidelberg (bei Tokmak), Kostheim (Pfarrei Heidelberg, 1902–1903), Ponjatowka (Rosdilna, 1903–1914) und Josefstal (bei Dnipro, 1928 nachgewiesen). Am 22. April 1935 wurde er festgenommen, im August zu 10 Jahren Lagerhaft verurteilt und nach Tomsk gebracht. Das letzte Lebenszeichen stammt vom 8. Dezember 1937. Seitdem ist er verschollen.

## Gedenken
Die Römisch-katholische Kirche in Deutschland nahm Pfarrer Philipp Jaufmann als Märtyrer in das deutsche Martyrologium des 20. Jahrhunderts auf.